# Gustav Adolf Dehlinger

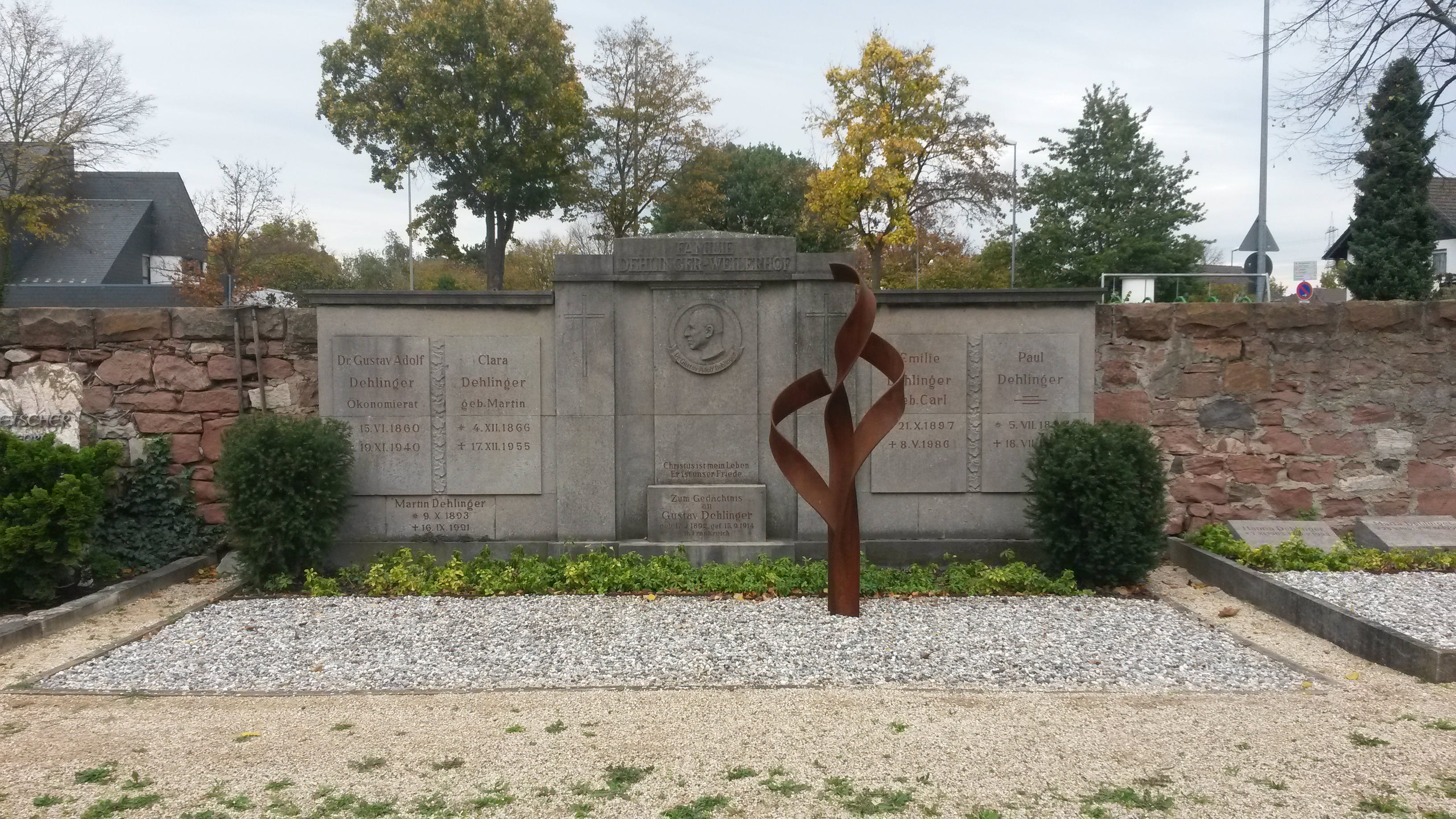
Grab von Dehlinger auf dem Friedhof Wolfskehlen

Gustav Adolf Dehlinger (* 15. Juni 1860 in Mergentheim; † 19. November 1940 in Wolfskehlen) war ein hessischer Politiker (HBB, DVP) und ehemaliger Abgeordneter des Landtags des Volksstaates Hessen in der Weimarer Republik.

## Leben
Gustav Adolf Dehlinger war der Sohn des Finanzoberinspektors August Wilhelm Dehlinger und seiner Frau Margaretha Elisabethe Barbara, geborene Gerner. Gustav Adolf Dehlinger war evangelisch und mit Clara geborene Martin verheiratet. Sein Sohn Paul Dehlinger wurde später für die CDU politisch aktiv.
Gustav Adolf Dehlinger besuchte die Weinbauschule Weinsberg und studierte in Halle, Heidelberg und Tübingen sowie an der Landwirtschaftlichen Hochschule Hohenheim. Ab 1887 bewirtschaftete er das Gut Weilerhof, wo er die Gründüngung einführte.
Er war 1906 bis 1925 Mitglied der Landwirtschaftskammer und Vorsitzender der Bodenkulturkommission. 1893 gehörte er zu den Mitbegründern des Bundes der Landwirte. Er wirkte als Abgeordneter im hessischen evangelischen Kirchenparlament.
Gustav Adolf Dehlinger war 1918 Abgeordneter der 2. Kammer der Landstände des Großherzogtums Hessen (für den Wahlbezirk Starkenburg 12/Gernsheim). Anschließend war er 1919 bis 1927 Mitglied des Landtages des Volksstaates Hessen. 1919 bis 1925 war er auch Mitglied des Kreistages des Landkreises Groß-Gerau und des Provinzialtags.